# Nicolás Antonio Castellanos Franco
Nicolás Antonio Castellanos Franco (ur. 18 lutego 1935 w Mansilla del Páramo, zm. 19 lutego 2025 w Santa Cruz de la Sierra) – hiszpański duchowny rzymskokatolicki, w latach 1978–1991 biskup Palencii.

## Życiorys
Święcenia kapłańskie przyjął 12 lipca 1959. 27 lipca 1978 został mianowany biskupem Palencii. Sakrę biskupią otrzymał 30 września 1978. 4 września 1991 zrezygnował z urzędu.